# Crunk & B
Crunk & B to gatunek muzyki łączący w sobie crunk i R&B.
Jednym z artystów, który wprowadził Crunk & B do swojej muzyki jest Usher w hicie z 2004 roku „Yeah!”. W utworze rapują również Ludacris oraz Lil Jon. To właśnie Lil’ określił Ciarę jako „First Lady of Crunk & B” („Pierwsza dama Crunk & B”) tuż po tym jak wydała swój hit „Goodies”. Danity Kane to najnowsza grupa Crunk & B.
Artyści Crunk & B są znani ze swoich klubowych hitów oraz współpracy z raperami.

## Artyści Crunk & B
- Lil Jon
- Usher
- One Chance
- Chris Brown
- Danity Kane
- T-Pain
- Ciara
- Cherish
- Lloyd Banks